# Suspicion (1987)
Suspicion is een Brits romantische psychologische thriller uit 1988, geregisseerd door Andrew Grieve, gemaakt voor televisie in het kader van de tv-serie "American Playhouse".
Deze film is een remake van de film Suspicion (1941) door Alfred Hitchcock.

## Rolverdeling
| Acteur           | Personage                       |
| ---------------- | ------------------------------- |
| Anthony Andrews  | Johnnie Aysgarth                |
| Jane Curtin      | Lina McLaidlaw                  |
| Michael Hordern  | General McLaidlaw               |
| Jonathan Lynn    | Gordon Cochrane 'Beaky' Thwaite |
| Betsy Blair      | Mrs. Martha McLaidlaw           |
| Penn Ashton      | Mrs. Newsham                    |
| Paul Nicholson   | Butler                          |
| Vivian Pickles   | Isobel Sedbusk                  |
| Tim Bannerman    | Reggie Wetherby                 |
| Donald Pickering | Captain George Melbeck          |

## Remake
Will Smith heeft reeds aangegeven dat hij als derde een remake van deze film gaat maken, hij zelf zal de hoofdrol bekleden